# دیدارهای فوتبال ایران و گوام
تیم ملی ایران و تیم ملی گوام تاکنون ۳ بار در مقابل یکدیگر قرار گرفته‌اند.نتیجه تمامی این بازی ها با پیروزی تیم ملی ایران همراه‌ بوده‌است.
در این بازیها جمعاً ۳۱ گل به ثمر رسیده است که تمامی این ۳۱ گل سهم تیم ملی ایران میباشد.
هر سه دیدار بین این دو تیم در مرحله مقدماتی جام جهانی فوتبال برگزار شده است.

## اولین بازی
اولین بازی بین این دو تیم در تاریخ چهارم آذر ۱۳۷۹ در ورزشگاه تختی تبریز برگزار شده است که تیم ملی ایران با نتیجه ۱۹ بر ۰ به برتری دست یافته است.
این بازی پرگلترین برد تیم ملی ایران در تاریخ بازیهایش میباشد و سومین بازی پرگل در تاریخ بازیهای مقدماتی جام جهانی محسوب میشود 

## بررسی کلی بازیها
| بردهای ایران | ۳ بازی |            | گل‌های ایران | ۳۱ گل                            |        | بازی‌های برگزار شده در ایران | ۲ بازی |
| مساوی        | ۰ بازی | گل‌های گوام | ۰ گل        | بازی‌های برگزار شده در کشور بی‌طرف | ۰ بازی |                             |        |
| بردهای گوام  | ۰ بازی |            |             | بازی‌های برگزار شده در گوام       | ۱ بازی |                             |        |
| مجموع بازی‌ها | ۳ بازی | مجموع گل‌ها | ۳۱ گل       | مجموع بازی‌ها                     | ۳ بازی |                             |        |

## عنوان بازیها
| #   | عنوان بازی         | تعداد بازی | برد ایران | برد گوام | مساوی |
| --- | ------------------ | ---------- | --------- | -------- | ----- |
| ۱   | مقدماتی جام جهانی* | ۳          | ۳         | ۰        | ۰     |
| جمع | جمع                | ۳          | ۳         | ۰        | ۰     |

- ۲ بازی با عنوان "مقدماتی مشترک جام جهانی و جام ملت‌های آسیا"

## میزبان و میهمان
| بازیهایی که در ایران برگزار شده است       | بازیهایی که در ایران برگزار شده است | بازیهایی که در ایران برگزار شده است | بازیهایی که در ایران برگزار شده است |
| تیم                                       | برد                                 | مساوی                               | باخت                                |
| ----------------------------------------- | ----------------------------------- | ----------------------------------- | ----------------------------------- |
| ایران                                     | ۲                                   | ۰                                   | ۰                                   |
| گوام                                      | ۰                                   | ۰                                   | ۲                                   |
| بازیهایی که در گوام برگزار شده است        |                                     |                                     |                                     |
| تیم                                       | برد                                 | مساوی                               | باخت                                |
| ایران                                     | ۱                                   | ۰                                   | ۰                                   |
| گوام                                      | ۰                                   | ۰                                   | ۱                                   |
| بازیهایی که در کشوری بی‌طرف برگزار شده است |                                     |                                     |                                     |
| تیم                                       | برد                                 | مساوی                               | باخت                                |
| ایران                                     | ۰                                   | ۰                                   | ۰                                   |
| گوام                                      | ۰                                   | ۰                                   | ۰                                   |

## فهرست کلی بازیها
| # | تاریخ     | نتیجه بازی        | ورزشگاه / شهر              | عنوان بازیها                                  | گلزنان |
| - | --------- | ----------------- | -------------------------- | --------------------------------------------- | --- |
| ۳ | ۱۳۹۴/۸/۲۶ | ایران ۶ - ۰ گوام  | ورزشگاه ملی گوآم، هاگاتنیا | مقدماتی جام جهانی ۲۰۱۸ و جام ملت‌های آسیا ۲۰۱۹ | مهدی طارمی (۱۲ و ۶۳) – کمال کامیابی‌نیا (۳۰) – رامین رضاییان (۴۹) مسعود شجاعی (۵۱-پ) – کریم انصاری‌فرد (۵۳)                                                                              |
| ۲ | ۱۳۹۴/۶/۱۲ | ایران ۶ - ۰ گوام  | آزادی، تهران               | مقدماتی جام جهانی ۲۰۱۸ و جام ملت‌های آسیا ۲۰۱۹ | اشکان دژاگه (۱۰-پ) مهدی طارمی (۳۱ و ۶۵) سردار آزمون (۳۴ و ۴۱) مهدی ترابی (۸۹) |
| ۱ | ۱۳۷۹/۹/۴  | ایران ۱۹ - ۰ گوام | تختی، تبریز                | مقدماتی جام جهانی ۲۰۰۲                        | فرهاد مجیدی (۱۲ و ۷۵ و ۷۹) – کریم باقری (۱۳ و ۲۳ و ۳۳ و ۴۸ و ۶۷ و ۷۷) علی کریمی (۱۹ و ۵۵ و ۵۸ و ۸۶) – علیرضا واحدی نیکبخت (۳۱) علی دایی (۳۵-پ و ۵۲ و ۷۴) – سهراب بختیاری‌زاده (۴۴ و ۶۹) |

## گلزنان
کلا ۱۴ بازیکن ایرانی موفق به گلزنی در برابر تیم ملی گوام شده‌اند که کریم باقری با زدن ۶ گل بهترین گلزن ایران میباشد

### گلزنان ایران
- ۶ گل : کریم باقری
- ۴ گل : مهدی طارمی – علی کریمی
- ۳ گل : علی دایی – فرهاد مجیدی
- ۲ گل : سردار آزمون – سهراب بختیاری‌زاده
- ۱ گل : کریم انصاری‌فرد – مسعود شجاعی – رامین رضاییان – کمال کامیابی‌نیا – مهدی ترابی – اشکان دژاگه – علیرضا واحدی نیکبخت